# کوماراکاتوا
کوماراکاتوا (به لاتین: Kumarakattuwa) یک منطقهٔ مسکونی در سری‌لانکا است که در North Western واقع شده‌است.